# Masataka Sakamoto
Masataka Sakamoto (坂本 將貴, Sakamoto Masataka) est un footballeur japonais né le 24 février 1978. Il évolue au poste de milieu de terrain.

## Biographie
Masataka Sakamoto commence sa carrière professionnelle au JEF United Ichihara Chiba. En 2007, il est transféré à l'Albirex Niigata. Il retourne en 2008 au JEF United Ichihara Chiba.

## Palmarès
- Vainqueur de la Coupe de la Ligue japonaise en 2005 et 2006 avec le JEF United Ichihara Chiba
- Élu meilleur espoir de l'année du championnat du Japon en 2001